# Golpes a mi puerta
Golpes a mi puerta é um filme de drama venezuelano de 1994 dirigido e escrito por Alejandro Saderman. Foi selecionado como representante da Venezuela à edição do Oscar 1995, organizada pela Academia de Artes e Ciências Cinematográficas.

## Elenco
- Verónica Oddó - Ana
- Elba Escobar - Ursula
- Juan Carlos Gené - Cerone
- José Antonio Rodríguez - Obispo
- Ana Castell - Severa
- Mirta Ibarra - Amanda
- Frank Spano - Pablo